# Адріана Гельбіґ
Адріана Гельбіґ (англ. Adriana Helbig; нар. 1974) — професор Піттсбурзького університету, етномузиколог, дослідниця української, циганської та африканської музичних культур.

## З життєпису
2005 року закінчила Колумбійський університет, Ph.D. Очолює університетський «Carpathian Music Ensemble». Вона є доцентом музичного факультету Піттсбурзького університету, де читає курси зі світової музики, глобального хіп-хопу, ромської музики та етнографічних методів. Її родина приїхала до Сполучених Штатів із Західної України після Другої світової війни, оселившись у Нью-Джерсі, де її мати заснувала туристичне агентство діаспори «Scope Travel», яке допомагало українцям з Північної Америки возз'єднатися з родичами в Радянському Союзі та Україні.
Влітку 2014 року в Львівській Політехніці представила свою книгу «Hip-Hop Ukraine: Music, Race, and African Migration». У липні 2014-го здійснювала тижневе голодування у знак протесту проти путінської агресії.